# Сенокос (картина Пластова)
«Сеноко́с» — картина русского советского художника Аркадия Пластова. Создана в 1945 году в деревне Прислониха Ульяновской области. Натурщиками стали односельчане художника. Полотно впервые было представлено широкой зрительской аудитории в 1946 году на I Всесоюзной художественной выставке. Вместе с картиной Пластова «Жатва» оно была удостоена Сталинской премии I степени за 1945 год.
Полотно в разное время привлекало внимание крупных советских и современных российских искусствоведов и историков. Его анализировали доктор исторических наук Валерий Кузнецов, доктора искусствоведения Александр Морозов и Владимир Леняшин, кандидаты искусствоведения Лев Мочалов, Владимир Сысоев и другие исследователи. Валерий Кузнецов назвал картину шедевром, к которому и прибавить что-либо трудно, и превзойти его невозможно. В картине воплотились надежды художника на лучшее будущее, на приход мирной жизни. Бытовой эпизод, запечатлённый на картине «Сенокос», благодаря монументальности полотна приобретает возвышенный смысл. При этом полотно наполнено лирикой, а образы поэзией. Война заставила художника отойти от фиксации внешних событий и обратиться к изображению внутреннего мира человека. По мнению Валерия Кузнецова, рисуя человека, Пластов изображал народ — великий, мужественный и трудолюбивый.
Полотно «Сенокос» находится в коллекции Государственной Третьяковской галереи (постоянная экспозиция отечественного искусства XX и XXI веков в Новой Третьяковке, зал № 28). Картины Пластова середины 1940-х годов, как и раньше, наполнены динамизмом, но в это время он стал реже обращаться к многофигурным композициям. Персонажи его полотен середины 1940-х годов погружены в молчаливое раздумье. По убеждению ряда искусствоведов, «Сенокос» является одной из вершин творчества художника, его этапным произведением.

## Сюжет картины и его трактовка художником
От опушки берёзового леса идут четверо косарей: «…седобородый старик, рыжеватый поставистый мужик, не старая, но много поработавшая женщина и крепкий подросток, почти юноша». Искусствоведы предполагают, что это одна семья: старик, его сын, сноха и внук. Рядом высокая стена многоцветного разнотравья, открывается прекрасный вид на перелесок, над головой у персонажей полотна голубое небо. В траве легко угадываются детально прописанные художником цветы кашки, иван-да-марьи, колокольчика, ромашки, купины, царских кудрей, лесной примулы, клевера, татарника, купавы. В воздухе парят шмели, бабочки, бронзовки. По мнению искусствоведа Татьяны Пластовой, художник соединил на одном полотне растения, которые не цветут одновременно и не встречаются на одной поляне. Он не просто изображает цветущий луг, а создаёт аллегорию лета, как будто кладёт все цветы Родины к ногам своих героев.
Галина Шубина считала, что на полотне представлены два старика, женщина и подросток, что должно было, с её точки зрения, служить намёком на гибель взрослых мужчин на войне или на то, что они ещё не были демобилизованы. Через репрезентацию их отсутствия появляется тема смерти. Лица героев картины суровы и не похожи на радостных колхозников довоенных картин Аркадия Пластова. В центр композиции художник помещает мальчика — образ, оставляющий надежду на возрождение и восполнение человеческих потерь в годы войны.
Сам Аркадий Пластов так писал о картине «Сенокос» в письме супруге 28 ноября 1945 года:

Самый сюжет, бесчисленные цветы, блеск и сверкание солнца в небе на ветках берёз, на стволах, шелест и трепетанье листвы и трав, фигуры косцов, утопающие в зеленовато-золотистых рефлексах, в прозрачной кристальной атмосфере, еле уловимой голубизне утреннего воздуха, ласкающая пестрядь тихо качающихся цветов, их благоуханная нежность, доведённая мной до возможного предела иллюзорности и цветности — всё это предстаёт перед глазами с первого же взгляда каким-то сказочно-обаятельным виденьем…— Татьяна Пластова. Страна и мир Аркадия Пластова
В статье «Разговор о натюрморте» (1973) сын Аркадия Пластова член-корреспондент Российской академии художеств Николай писал о картине «Сенокос» как об огромном натюрморте, где цветы и листья берёз являются отдельными его элементами. Этот натюрморт осложнён «сумасшедшими трудностями передачи игры света и теней под полуденным солнцем».

## История создания картины
Сенокошение было увлечением Пластова. На одной из фотографий середины 1940-х годов обнажённый по пояс художник косит траву. Даже на восьмом десятке во время сенокоса Аркадий Пластов отставлял мольберт, закрывал на ключ мастерскую и, взяв в руки косу и брусок для заточки, отправлялся на лесную поляну задолго до восхода солнца, чтобы успеть покосить подольше траву. Эта тема также неоднократно становилась сюжетом его произведений
Картина «Сенокос» написана в 1945 году по этюдам, собранным задолго до этого. Инга Филиппова утверждала, что замысел полотна существовал ещё до начала Великой Отечественной войны, но так и остался без воплощения на холсте. Другую точку зрения высказала современный российский искусствовед Татьяна Пластова. Самый ранний эскиз на этот сюжет она датировала 1910-ми годами, к 1930-м же годам относятся сразу несколько созданных художником работ на эту тему, одна из этих картин была даже показана в 1935 году во «Всекохудожнике». Эту картину (местонахождение её неизвестно) Пластов оценивал достаточно высоко и писал: «Среди пресных прочих вещей, от моего… „Сенокоса“ (несмотря на кучу его недостатков, по моей исключительной лени и расхлябанности) веяло какой-то… удивительной свежестью и целомудрием…». По мнению Татьяны Пластовой, эта картина знаменовала для художника отход от традиций русского реализма XIX века к свето-цветовым формам импрессионизма.
«Сенокосную работу я люблю до самозабвения, сам лет с семнадцати косец. Много лет назад я начал собирать этюды сенокоса к будущей картине. Первый мой эскиз на тему сенокоса я сделал лет двадцать пять — двадцать семь назад. В пожар 1931 года вместе с прочим добром погорели и этюды, и первые наброски многочисленных композиций. К 1935 году я успел набрать и материалов, и смелости, чтобы написать картину и выступить с ней публично. Моё неуклюжее детище, как вспоминаю, встретило самый радушный приём, и меня всячески хвалили. Но, как это всегда бывает, после общественного просмотра глаза мои как бы внезапно раскрылись на картину», — писал сам Пластов. Художник был разочарован полотном, на котором он попытался разместить столько «милых его сердцу подробностей», из-за того, что не сумел найти их правильное соотношение. Он снова начал собирать материал, но эту работу остановило начало Великой Отечественной войны. Замысел был заброшен, к нему художник вернулся только в 1944 году. Летом этого года он работал над этюдами к картине, а весной 1945 года начал работу над самим полотном. Аркадий Пластов так рассказывал в автобиографии о своём замысле:

«…Я, когда писал эту картину, всё думал: ну теперь радуйся, брат, каждому листочку, радуйся — смерть кончилась, началась жизнь… Всё должно быть напоено могучим дыханием искренности, правды и оптимизма. Это настроение и определило содержание моей новой картины „Сенокос“, которую я писал для Всесоюзной художественной выставки 1946 года»— Аркадий Пластов. Автобиография
В картине «Сенокос» воплотились надежды художника на лучшее будущее, вера в новое начало, в радость мирной жизни, наступающей после войны. Мгновение, запечатлённое на картине «Сенокос», благодаря монументальности приобретает возвышенный смысл. При этом полотно наполнено лирикой, а образы поэтичны. Война заставила художника отойти от фиксации внешних событий и обратиться к изображению внутреннего мира человека. За частным он теперь стремился передать общее. По мнению доктора исторических наук Валерия Кузнецова, рисуя человека, художник изображал народ — великий, мужественный, трудолюбивый. Историк считал, что простой человек на полотнах Аркадия Пластова свободен от пороков, ему не знакомы лень, пьянство, накопительство. На картинах художника предстают былинные, сказочные герои, архетип русского народа, сильного, красивого и творческого. Валерий Кузнецов считал, что картины Пластова этого времени вписываются в идеологию позднего сталинизма, для которого характерны: 1) торжество русского национализма, 2) возврат к ценностям дореволюционной России, подчёркивание преемственности между СССР и Российской империей, 3) акцент на положительных качествах простого человека — скромности, таланте и патриотизме, 4) вера в скорое изменение жизни к лучшему. Эта идеология оказалась созвучна собственным идейным исканиям художника.

## Натурщики для картины
Натурщиками для художника послужили его родные и жители деревни Прислониха в Ульяновской области, в которой Пластов родился и жил:
- Юноша на переднем плане — сын художника Николай[23]. Николай Аркадьевич Пластов (1930—2000) окончил Московский художественный институт имени В. И. Сурикова, мастерскую Д. К. Мочальского, получил известность как живописец, фотохудожник, общественный деятель. Он — заслуженный художник России, секретарь Союза художников РСФСР. Член-корреспондент Российской академии художеств. Николай Пластов — автор жанровых картин, портретов, пейзажей[24]. Сохранилась фотография, относящаяся к середине 1940-х годов, когда создавалась картина «Сенокос», на которой Аркадий Пластов запечатлён вместе с сыном Николаем на скошенном лугу. У художника в руке коса, а у сына-подростка — грабли[25].
- Женщина в белом платке похожа на супругу художника Наталью Алексеевну[23]. Наталья Алексеевна, урождённая фон Вик, вышла замуж за Пластова в 1925 году. Более полувека она прожила в Прислонихе, сохраняя традиционный уклад жизни семьи, связанный с тяжёлым повседневным трудом[26].
- Пожилой косарь — Фёдор Сергеевич Тоньшин. Он — земляк Пластова[23]. Фёдор Тоньшин был среди любимых натурщиков Пластова. Портретные этюды Тоньшина вошли в композиции многих картин художника. Пластова привлекало выражение удивления, детской незащищённости в его лице. В портрете Фёдора Тоньшина (1940-е годы, холст, масло, 66 × 49 см), по мнению кандидата искусствоведения Инги Филипповой, художник «отмечает такие тонкие грани характера, которые не часто становятся определяющими в создаваемых им крестьянских портретах»[27]. Портрет «Фёдор Тоньшин» (1930-е, холст, масло, 57,0 × 49,5 см) почти монохромен. Художник использовал охру и её оттенки, а также небольшие дополнения других цветов (такой колорит характерен для всех портретов Тоньшина, созданных Пластовым). Образ благодаря этому приобрёл особую теплоту и непосредственность[28].
- Ещё один пожилой косарь — Пётр Григорьевич Черняев. Как и Тоньшин, он — земляк Пластова[23]. Его также неоднократно писал художник. Пластова привлекала колоритная внешность натурщика. Это был седовласый старец с окладистой бородой, с добрым, загорелым на солнце лицом. В нём Пластов увидел качества, которые представляли в его сознании наиболее типичные черты русского крестьянина. Пётр Черняев, в частности, позировал Пластову для картины «Жнец» (1951—1952, холст, масло, 128 × 70 см)[27].

Колхозники привыкли видеть Аркадия Пластова с блокнотом и карандашом на сенокосе, они, как могли, пытались помочь художнику в работе над полотном. Специально для него односельчане были готовы постоять без движения с косами в руках или, наоборот, пройтись лишний раз перед рисующим в блокноте художником.

## Картина на I Всесоюзной художественной выставке и в коллекции Третьяковской галереи
По мнению искусствоведа Натальи Александровой, вместе с полотном «Жатва» (холст, масло, 166 × 219 см, Государственная Третьяковская галерея, инвентарный номер — 27650), созданным в этот же 1945 год, картина «Сенокос» составляла единый цикл. Вместе картины были представлены в 1946 году на I Всесоюзной художественной выставке. На картине «Жатва» изображено поле, где сидит дед с девочкой и внуком, рядом с ними собака, крестьяне кушают из большого котелка (на вопрос о сюжете Пластов однажды ответил: «Какой сюжет? — Сидят и едят»). Художник сам вёз оба полотна в Москву из Прислонихи на подножке переполненного поезда в пронизывающем холодом ноябре, как он сообщал жене в письме: «…на одной ноге, зацепившись одной рукой, не зная, что держать — себя или свёрток с картинами, который так и не успел привязать…». О реакции зрителей на «Сенокос» на выставке Пластов писал: «Сам я недоволен то тем, то этим, а зритель, всякий вдобавок, восторгается и картину величает то гимном, то песней, то поэмой. Хитрость моя, как видишь, удалась. Я собрал воедино всё самое безоговорочно прекрасное, что бывает в это время года, в этот благословенный час в лесу, и этим ослепительным благоухающим ударом поражаю зрителя, и он сдаётся в умилении, восхищённый, благодарный».
Техника исполнения картины «Сенокос» — масляная живопись по холсту. Размер — 198 × 293 см (или 197 × 293,5 см). Картины «Сенокос» и «Жатва» были удостоены Сталинской премии I степени за 1945 год в размере 100 000 рублей. Присвоение премии сопровождалось скандалом. В редакцию журнала «Огонёк» незадолго до этого поступило анонимное письмо, в котором автор обвинял полотно «Сенокос» в «формализме и западных влияниях», досталось в письме и искусствоведу Владимиру Костину, похвалившему картину в своей статье. Автор письма продемонстрировал достаточно глубокое понимание политической ситуации и составил его так, что редакцию журнала охватила паника, но именно в это время вышло сообщение о высокой награде
Картина «Сенокос» находится в коллекции Государственной Третьяковской галереи. Инвентарный номер в коллекции галереи — 27649. Полотно долгое время было выставлено в постоянной экспозиции XX века музея в зале № 27. В настоящее время картина представлена в постоянной экспозиции отечественного искусства XX и XXI веков Новой Третьяковки на Крымском валу в зале № 28.

## Искусствоведы и зрители о картине

### Картина в работах советских искусствоведов
Искусствовед Борис Никифоров так писал о «Сенокосе» в монографии «Советская жанровая живопись» (1961): «Картина блистает яркостью красок, мастерством передачи солнечного света, игрой световых рефлексов на лицах и одеждах косцов, на белых стволах красавиц-берёз, поднимающихся из заросли цветов и трав. В ней переданы красота и щедрость русского лета, прозрачность утреннего воздуха, пробуждающая воспоминание о куковании кукушки, о звоне косы, об ощущении прикосновения к лицу прохладной, росистой ветки. Художник показал в картине буйные заросли пёстрых и ярких полевых цветов и трав. Некоторые части холста превращены как бы в живой цветочный ковёр, напоминающий произведения русского народного декоративного искусства». Никифоров сопоставлял картину с фрагментом поэмы Александра Твардовского «Дом у дороги», изображающим сенокос.
Кандидат искусствоведения Лев Мочалов в книге «Художник, картина, зритель. Беседы о живописи» (1963) писал, что в картинах Пластова, посвящённых жизни и труду колхозников, большую роль играет родная земля. В картине «Сенокос» она охвачена буйным летним цветением. Она не сценическая площадка, на которой развёртывается действие, а «глубоко эмоциональный образ». Она связана с человеком и отражает его мысли и чувства, передаёт его настроение. В несколько более поздней книге «Неповторимость таланта» (1966) Мочалов отмечал ощущение Пластовым своей ответственности перед современниками. Он не строит «потёмкинских деревень» на своих полотнах, отмечая и трудности, пережитые деревней в военные и послевоенные годы. Именно поэтому «в радостной насыщенной яркостью красок» картине «Сенокос» художник показывает, что «косец пошёл иной: наряду с двужильными мужиками-стариками вставали в ряд подростки, девчата, бабы. Ничего не поделаешь — война. Кто покрепче, был в армии».
Статья доктора искусствоведения Бориса Виппера и кандидата искусствоведения Рафаила Кауфмана в XIII (дополнительном) томе многотомной «Истории русского искусства» (1964) характеризует картины Аркадия Пластова «Жатва» и «Сенокос» как «полные жизнеутверждающей силы». Обе картины проникнуты высокой идеей патриотизма, их тема — труд колхозников в годы войны. В это время на поля вышли работать женщины, старики и дети. Авторы статьи отмечают, что в обоих полотнах показаны простые люди, но в их образах воплощены могучие народные силы. В «Сенокосе» Пластову удалось создать яркий образ природы — «жаркого летнего дня с упоительной прохладой берёзовой рощи и с переливающимся нарядными красками цветущим лугом».
Не все художественные критики приняли картину. Нашлись «знатоки», утверждавшие, что так много цветов в лесу не бывает в конце июня, что косцы подобраны тенденциозно, они слишком близко находятся друг к другу, поэтому могут друг другу порезать пятки. В ответ на последнее замечание Аркадий Пластов утверждал, что намеренно сблизил героев, что должно было, по его замыслу, передать коллективность труда, единый трудовой порыв. В 1948 году председатель правления Ленинградского отделения Союза художников Ярослав Николаев, участвуя в дискуссии, посвящённой проблемам советского искусства, говорил: «Я усматриваю натуралистический момент в работе Пластова „Сенокос“, где сенокоса не видишь, а видишь иллюминацию из цветов, которая настолько сильнее образа косцов, что они смотрятся как добавочный аксессуар к этому фейерверку разноцветных мазков. Это безусловно натуралистический момент».
Искусствовед Владимир Костин в книге «Среди художников» (1986), анализируя творческий метод Аркадия Пластова, отмечал присущий ему «принцип непреднамеренной случайности в композиционном построении холста», под которым понимал желание показать событие или явление из жизни деревни именно в том виде, как его наблюдал сам художник, «ничего в картине не переставляя и не убирая». Следствием этого в части работ Аркадия Пластова он считал «чрезмерную сближенность, тесноту, нагромождённость фигур и предметов». Одним из подобных полотен искусствовед считал «Сенокос». На этой картине косцы не только кажутся слишком прижатыми друг к другу, но и окружающие их луг и стволы берёз выдвинуты на первый план, словно в натюрморте, для которого характерно приближение всех предметов на максимально близкое к зрителю расстояние — к краю стола.
Художника также обвиняли в излишнем увлечении импрессионизмом. Наиболее настойчивые обвинения звучали в связи с картинами «Сенокос» и «Колхозный ток». Один из критиков середины 1940-х годов писал: «Влияние импрессионизма ощущается в творчестве Пластова, мешая этому большому художнику — реалисту… К внешнему декоративному эффекту потянули художника импрессионистические влияния». Современный российский искусствовед Татьяна Пластова соглашалась, что влияние достижений импрессионизма испытали почти все русские художники начала XX века, но только в таком смысле и можно говорить об использовании отдельных приёмов импрессионизма в творчестве Аркадия Пластова. К ним относится «высветление письма, синтез этюда с картиной, стремление писать „что видишь“, а не „что знаешь“ и, наконец, утверждение новой содержательной реальности». Раздражение вызывала не только близость поисков Пластова к импрессионизму, но и пренебрежение к задаче, поставленной перед художниками партией, — обслуживать советскую идеологическую машину. Пластов пытался оставаться независимым от официальной идеологии.
Автор книги о художнике, вышедшей в 1971 году в издательстве «Изобразительное искусство», Ирина Емельянова считала, что за счёт интенсивности колорита в картине создаётся ощущение торжества жизни над смертью: с насыщенным изумрудным цветом травы и листвы берёз сопоставляется многокрасочное цветение луговых трав. По её мнению, Пластов допускает «гиперболичность цвета». На одной из выставок, где была представлена картина, возникли споры, вызванные её непривычной яркостью. Пластов, улыбаясь, говорил на встрече с посетителями Третьяковской галереи, что был бы счастлив, если бы в своих полотнах сумел передать десятую долю той яркости цвета, которая в действительности присутствует в природе. В автобиографии, опубликованной в 1972 году, художник отвечал критикам:

«Лето сорок пятого года было преизобильно травами и цветами в рост человека. Ряд при косьбе надо было брать в два раза у́же обычного, а то косу бы не протащить и вал скошенных цветов не просушить. Вдобавок ко всему тому и косец пошел иной: наряду с двужильными мужиками вставали в ряд подростки, девчата, бабы»— Аркадий Пластов. Автобиография
Живописец-плакатист и искусствовед Игорь Долгополов о картине «Сенокос» писал: «Мы словно слышим, как звучит каждый цветок из этого тысячецветного букета и как звенят нежными аккордами сиреневые, голубые, лазоревые, бирюзовые, жёлтые, шафранные, пунцово-багряные, пурпурные и золотые колеры. Мощно звучат трубы вознесённых ввысь белоствольных берёз, и, как аккомпанемент этой полифонии июня, рассыпаются серебряной трелью колеблемые летним ветерком миллионы листьев». По мнению Долгополова, «Сенокос» — симфоническая поэма, гимн родной земле и народу, победившему в войне. Он отмечает метафоричность языка живописца — за самым древним сюжетом из сельской жизни, сенокосом, «за всей этой бурлящей радостью жизни» зритель того времени представлял страдания и смерть, которые преодолел народ в годы недавно закончившейся войны.

### Современные российские искусствоведы о картине
Противопоставляя друг другу написанные одновременно полотна «Жатва. Год 44» и «Сенокос» народные художники СССР, действительные члены Академии художеств СССР Сергей и Алексей Ткачёвы в статье «Слово о А. А. Пластове (к 90-летию художника)», писали, что от первого полотна «веет» мощью: «Образ старика, могучего и сильного духом, разделяющего в поле скромную трапезу с детьми-подростками, сродни суриковским образам», а композиция полотна и его живопись «терпкая, крепкая, и каждый образ и каждая деталь убедительны, ясны и не могут не волновать». В статье «Жатва» названа подлинно народной картиной. По мнению Ткачёвых, «Сенокос» создан на контрасте с полотном «Жатва». С их точки зрения, это Сенокос должен восприниматься как гимн великой победе над врагом.
Советский и российский историк искусства, доктор искусствоведения Александр Морозов воспринимает Пластова в этой картине как наследника реализма передвижников и предтечей суровой «деревенской прозы» 1960-х годов, противопоставляя полотно фильму Ивана Пырьева «Кубанские казаки», снятому в 1949 году. Сама картина «Сенокос» для него — «праздник деревенского лета, расцветшего после военной грозы, но праздник пополам с голодом первых месяцев мира, горьким потом неизбывного крестьянского труда на земле». Доктор исторических наук Валерий Кузнецов в статье «Аркадий Александрович Пластов и идеология позднего сталинизма» (2004, эта статья существует в двух различных редакциях, одна из которых опубликована в сборнике конференции, а другая на сайте исторического факультета Московского государственного университета), основанной на докладе, сделанном на III Поливановских чтениях, анализирует идейные основы творчества художника. По его мнению, картина «Сенокос» воспевает красоту русской природы и русского человека, демонстрирует преемственность старой (царской) и новой (социалистической) России. Валерий Кузнецов назвал картину шедевром, к которому и прибавить что-либо трудно, и превзойти его невозможно.
Доктор искусствоведения Владимир Леняшин отмечает в картине «Сенокос» яркость образа труда. Современный искусствовед Татьяна Пластова видит в полотне и подготовительных этюдах и эскизах к нему ярко выраженное влияние импрессионизма. В своей книге «Страна и мир Аркадия Пластова» (2018) она дала подробный анализ картины «Сенокос». Искусствовед отнесла полотно к так называемым «триумфальным, победным» картинам мастера второй половины 1940-х годов, противопоставив трагическим полотнам военного времени и «поэсиям» 1950-х и 1960-х годов. Картину «Сенокос» Татьяна Пластова называла гимном Победе («Цветы „Сенокоса“, все цветы Родины — к ногам победителей», — писала Татьяна Пластова) над фашистской Германией и отмечала, что художник в процессе работы над полотном и на первых выставках воспринимал его как одну из частей диптиха вместе с полотном «Жатва» (первоначальное его название, по воспоминаниям сына художника, «Жатва. Год 1943», и именно под этим названием его хотел экспонировать сам автор). В таком качестве они образовывали «сложное семантическое единство, далёкое от официально принятой позднее однозначно оптимистической трактовки». «Жатву» Пластова соотносила с полотном Винсента Ван Гога «Жнец» и придавала ей значение «жатвы смерти». «Это образ смерти, в том виде, в каком нам являет его великая книга природы», — писал сам Ван Гог о своей картине. Сын Николая Пластова Николай писал в своих заметках, что первоначально картина отца называлась «1943 год», а затем «некоторое время» она имела двойное, по словам Николая Пластова, «справедливое название» — «Жатва. Год 1943». По утверждению автора заметок, отец «хотел бы видеть её под этим названием».
Праздничный «Сенокос», с точки зрения Пластовой, также подразумевает присутствие в мире смерти. Эту мысль искусствовед подкрепляет словами самого художника в «Автобиографии»: «Я когда писал эту картину, всё думал: ну, теперь радуйся, брат, каждому листочку радуйся — смерть кончилась, началась жизнь».
Заднюю часть полотна Татьяна Пластова называла пейзажем и писала, что на переднем плане он переходит во «внимательный, но столь же свободно написанный натюрморт с узнаваемыми образами цветов, шмелями, бабочками, бронзовками — всем этим живущим своей особой, непостижимой жизнью миром». Искусствовед соотносила эту часть картины с работами голландских и фламандских мастеров натюрморта, которые Пластов наполнил новым содержанием. В нём общий символический смысл «победного» полотна был дополнен семантикой memento mori. Татьяна Пластова утверждала, что идея хрупкости бытия, которую она отождествляла с memento mori, «присутствует во всех, даже самых радостных картинах» художника. Особо она отмечала сломанный цветок подсолнуха на картине «Ярмарка» и полотно «Смерть дерева». То, что художник изобразил на картине «Сенокос» цветы, которые не цветут в одно и то же время и не могут встречаться на одной и той же поляне, Пластова воспринимала как «аллегорию бесконечного лета, вечной жизни, тем самым словно преодолевая тему смерти, обозначенную в самом сюжете», а не просто изображение цветущего луга. Татьяна Пластова писала, что картины, подобной «Сенокосу», не было ещё в русском искусстве. Художник соединил в ней «развитую и переосмысленную» технику импрессионизма «с семантикой традиционной станковой картины».
По мнению профессора Владимира Сысоева, картина «Сенокос» поражает живописными деталями, «которые были подняты на уровень одухотворённых, хорошо пригнанных частиц, излучающих полноту беспредельной вещественной стихии, животворную силу земли и солнца, заставляющую поверить в необратимое торжество правды и справедливости». Красочное цветение природы созвучно атмосфере праздника. Однако при оптимистической тональности содержание картины не идеализировало своё время. Аркадий Пластов даёт понять зрителям, «что желанная пора ещё не наступила, как и прежде, повсюду властвует суровая необходимость, напоминают о себе жестокие последствия недавней войны».
На картине нет ярких контрастов, отсутствует дисгармония. Она близка к жанровой живописи. Театрализация, планирование сюжетных линий, характерные для некоторых работ художника, здесь только намечены, но композиция картины и её цветовое решение детально продуманы. Центральными в полотне, по мнению словацкого искусствоведа Мартина Лизоня, оказываются как природа, так и косари. Вместо того, чтобы своим трудом нарушать целостность природы, они образуют с ней единство, вписываются в её пространство. Он, однако, отмечает, что несколько неестественным могут показаться взаимоотношения мужских и женских персонажей на полотне. Женские фигуры с мужскими объединяют лишь общий труд и его результаты. Лизонь утверждает, что в работах Пластова чувствуется «эротическое напряжение», но персонажи его картин как будто лишены плотского, сексуального начала. В них нет физического контакта. Он считает, что к пространству картин Пластова можно применить характеристику Аркадии автора книги «Словарь сюжетов и символов в искусстве» историка искусства Джеймса Холла: «Аркадия. Пасторальный рай, которым правит Пан (бог овец и рогатого скота) и который населён пастухами и пастушками, нимфами и сатирами, — все они пребывают в атмосфере экзальтированной любви». Однако вместо экзальтированной любви в советской пасторали присутствует любовь бесплотная.
Сотрудница Государственного Русского музея Инга Филиппова отмечала, что в основе композиции картины лежит сопоставление диагонали (по абрису группы косарей в центре полотна) и вертикали (по направлению стволов берёз в правой части холста). Пространственное решение картины «Сенокос» строится на сопоставлении ближнего и дальнего планов. Пейзаж первого плана детально проработан. Работая над его цветовыми соотношениями, художник использовал различные по фактурности мазки — от сочных до тончайших. Благодаря этому игра света и тени получает дополнительную нюансировку красочных пятен различной плотности и направленности. Пластов гармонично распределяет на плоскости картины тёмные и светлые пятна. Виртуозно организованное распределение цвета и света является, по мнению Филипповой, главной составляющей живописной концепции произведения.
Картины Пластова середины 1940-х годов, по мнению Филипповой, как и раньше, наполнены динамизмом, но в это время он стал реже обращаться к многофигурным композициям. Персонажи его полотен середины 1940-х годов погружены в молчаливое раздумье. По убеждению ряда искусствоведов, «Сенокос» является одной из вершин творчества художника, его этапным произведением.
В статье трёх докторов исторических наук Олега Хасянова, Петра Кабытова и Лилии Галимовой «Художественное наследие А. А. Пластова как визуальный источник по истории колхозной деревни периода сталинизма» (2019) утверждается, что Аркадий Пластов в картинах «Сенокос» и «Жатва» «не только запечатлел облик вышедшей из войны колхозной деревни, но и постарался передать общественные настроения крестьян в этот победный год». В картине «Сенокос», по мнению авторов статьи, запечатлены праздничные настроения крестьян. Художник изобразил на полотне дружный совместный труд, но запечатлел изменение «возрастного и трудового состава» в колхозе в ходе войны.

## Картина в культуре
Официальный видеоканал Государственной Третьяковской галереи на YouTube в 2013 году представил зрителям серию видеофильмов «А. А. Пластов и живопись шестидесятников» в рамках проекта «Шедевры Третьяковской галереи». Центральное место в её первой части занимает анализ картины «Сенокос» ведущим передачи Фёдором Баландиным и заведующей Отделом живописи II половины XX века музея Натальей Александровой.
Картина Аркадия Пластова активно используется в современных учебниках для общеобразовательной средней школы. Примером может служить учебник «Изобразительное искусство» для 2 класса (2020). Автор текста — доктор педагогических наук Наталья Сокольникова. Школьнику предлагается сравнить «Сенокос» с картиной Василия Кандинского «Красная площадь». Вопросы к полотнам требуют сравнительного анализа содержания, цветовой гаммы, формы и расположения объектов. Ученик должен определить, какая из картин передаёт сюжет из жизни. Текст учебника также нацеливает учащегося на сбор информации о жизни и творчестве художников, которую следует использовать для подготовки доклада в классе.
В учебнике «Основы светской этики» (2016, автор — доктор педагогических наук Наталья Виноградова) из комплекта учебников по предмету «Основы религиозных культур и светской этики» для 4 класса картина «Сенокос» служит иллюстрацией раздела «Правила семейного труда». Он включает рассказ о труде в крестьянской семье на поле и в огороде, о разделении труда между членами семьи, а также декларирует: «каждый имел свои обязанности и добросовестно их выполнял. Леность осуждалась и наказывалась». Полотно присутствует в качестве иллюстрации в ещё одном учебнике Натальи Виноградовой «Окружающий мир. 2 класс». В нём картина «Сенокос» вынесена в отдельный раздел «Картинная галерея». Рядом с воспроизведённым полотном расположен текст, пересказывающий изображённое на картине, а также задание для учащихся: «Нужны ли природе сорняки?».